# Pression différentielle
 (avril 2020).
Si vous disposez d'ouvrages ou d'articles de référence ou si vous connaissez des sites web de qualité traitant du thème abordé ici, merci de compléter l'article en donnant les références utiles à sa vérifiabilité et en les liant à la section « Notes et références ».
Une pression différentielle est la différence entre les pressions en deux points différents au même instant ({\displaystyle \Delta P=P_{1}-P_{2}}). Elle peut être calculée ou mesurée directement. Le concept de pression différentielle est utilisé dans de nombreux domaines, notamment en hydraulique, dans le domaine médical ou dans la production de composants électroniques.

## Capteurs de pression différentielle

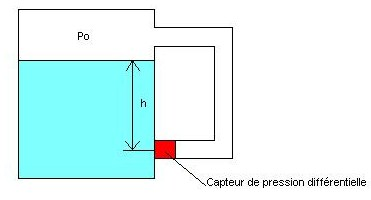
Schéma d'utilisation d'un capteur à pression différentielle dans la mesure de niveau

Les capteurs à pression différentielles sont des outils permettant de mesurer une différence de pression entre 2 fluides. Dans le monde industriel, on peut les utiliser par exemple pour contrôler les tubes d'impulsion afin d'éviter le givrage ou l'encrassement et ainsi augmenter la sécurité et le rendement. Elles permettent aussi en calculant la différence entre la pression statique et la pression hydrostatique de connaitre la quantité de liquide restant dans les tubes. On les utilise aussi dans le domaine médical, biologique, chimique ou électronique pour éviter qu'un air pollué sorte ou rentre dans des salles où des opérations strictes se déroulent.
Il existe différents types de capteur à pression différentielle, avec des systèmes de mesure électroniques variés. Mais pour plusieurs raisons, la majorité des capteurs à pression différentielle ne peuvent traiter que P1/P2>=1 ou P1/P2<=1; c'est pour cela qu'une pression Pmax est d'autant précisé par le constructeur que respecté par l'utilisateur pour éviter tout problème durant l'usage.

### Capteur de pression différentielle à membrane
Il existe deux principaux types de capteurs de pression différentielle à membrane: les capteurs à une membrane et les capteurs à deux membranes aussi appelés capteurs de pression différentielle bidirectionnelle. Les membranes sont généralement fabriquées en aluminium pur, plus efficaces lors de la réalisation de mesures et tout le système se doit d'être parfaitement symétrique. On retrouvera sur ces capteurs deux entrées de fluide afin de pouvoir y mesurer la pression différentielle. Ces deux types de capteurs ont tous deux presque le même principe de fonctionnement mais présentent chacun leurs avantages et leurs inconvénients. Dans l'industrie, on aimera utiliser les capteurs de pression au silicium, fonctionnant de la même manière tout en ayant une couche de silicium d'un côté de la membrane pour une plus grande efficacité.En moyenne, ce type

#### Capteur de pression différentielle à une membrane
Les capteurs de pression différentielle à une membrane permettent de calculer un Pdiff très facilement. Ces capteurs régissent généralement à la règle suivante : │P1 - P2│ ≤ Pmax où Pmax correspond à la pression maximale mesurable par le capteur. Lors de son utilisation, la membrane va être déformée par la différence de pression entre les deux fluides et elle va renvoyer un signal différentiel d'environ 150 mV. Cette valeur étant d'une trop petite échelle, il sera nécessaire d'installer un amplificateur afin de pouvoir traiter ces signaux sans créer un grand décalage défavorable. L'amplificateur étant généralement réglé pour traiter des tensions d'entrées positives, des règles de fonctionnements sont établis par les constructeurs pour éviter tout problème. À cause de l'amplificateur, les capteurs à une membranes ne peuvent traiter que le cas P1/P2>=1 ou P1/P2<=1. Un mauvais respect des règles de ces capteurs lors de leur utilisation entraînera  un affichage erroné des mesures dû à un décalage et a une non-linéarité apparente. Il est tout de même possible de prendre en compte ce décalage et de le corriger grâce au système électronique de détection. Finalement la qualité du signal dépendra en grande partie des caractéristiques de l'amplificateur et de la polarité du signal de la cellule de mesure. 

#### Capteur de pression différentielle à deux membranes
Aussi appelés capteurs de pression différentielle bidirectionnel, ils ont la particularité de posséder, comme leur nom l'indique, deux membranes situées au centre du système. Le principal avantage de ces capteurs est qu'ils peuvent traiter les deux cas P1/P2>=1 et P1/P2<=1, obligatoires dans certains cas (appareils respiratoires avec inspiration et expiration...) qui n'auraient pas pu être résolus avec un capteur de pression différentiel à une membrane. Ces capteurs mesurent donc aussi bien les pressions que les dépressions, la pression différentielle pouvant donc être aussi bien positive que négative. Ces capteurs sont donc régis par la règle suivante : Pmin ≤ │P1 - P2│ ≤ Pmax où Pmin et Pmax correspondent respectivement à la pression minimale et maximale mesurables par le capteur; par ailleurs, Pmin correspond à une pression négative et Pmax à une pression positive. Le signal différentiel renvoyé par les membranes étant de 150 mV environ, l'utilisation d'un amplificateur est nécessaire au bon fonctionnement du capteur. Un amplificateur ne pouvant traiter des tensions que d'entrée positive ou négative, il est nécessaire d'adapter sa référence à 50% de la valeur à pleine échelle et on ne se rapportera donc pas au potentiel 0 comme sur un capteur à une membrane (si on a une échelle de 0 à 20 mA, la référence sera donc 10 mA. En dessous de cette valeur, on aura P1 ≤ P2 et au-dessus, on aura  P2 ≤ P1 par exemple).